# Ricardinho: Sou Criança, Quero Viver
Ricardinho: Sou Criança, Quero Viver é uma telenovela brasileira produzida e exibida pela Band entre 16 de setembro e 30 de outubro de 1968, em 39 capítulos, às 20h, substituindo A Moça do Sobrado Grande e sendo substituída por Nunca É Tarde Demais. Escrita por Aparecida Menezes e dirigida por Ziembinski.
Conta com Dimitri Orrico, Dina Lisboa, Rubens Greiffo, Nildemar Júnior, Regina Scarpa, Odayr Baptista, Ênio Gonçalves e Muíbo Cury nos papéis principais.

## Produção
Após o estrondoso sucesso de A Pequena Órfã na TV Excelsior, a Band decidiu produzir sua própria novela infantil, Ricardinho, vindo na safra de outras obras com o mesmo tema de crianças sofredoras, como Sozinho no Mundo da TV Tupi, Tilim e Pingo de Gente da RecordTV e Meu Pedacinho de Chão da Rede Globo, além de A Menina do Veleiro Azul da própria Excelsior. Dimitri Orrico ganhou o papel de protagonista ao vencer um concurso de calouros da TV Itacolomi de Belo Horizonte, cantando músicas de Roberto Carlos.
O tema de abertura foi gravado pelos garotos Dimitri Orrico e Nildemar Júnior e lançado como single compacto pela pela Beverly junto com "Briga das Flores", ambas compostas por Jorge Marcel e produzidas por Maestro Portinho.

## Enredo
Ricardinho é um menino pobre que trabalha como engraxate para ajudar os avós Norma e Alberto, sendo sempre humilhado pelo rico menino Robertinho. Eles nem imaginam que são irmãos, filhos Patrícia, que abandonou Ricardinho para se casar com o rico Dr. Miranda. Ela é o grande amor da vida de Rodrigo.

## Elenco
| Ator/Atriz          | Personagem          |
| ------------------- | ------------------- |
| Dimitri Orrico      | Ricardinho Oliveira |
| Dina Lisboa         | Norma Oliveira      |
| Rubens Greiffo      | Alberto Oliveira    |
| Nildemar Júnior     | Robertinho Miranda  |
| Regina Scarpa       | Patrícia Miranda    |
| Odayr Baptista      | Dr. Miranda         |
| Ênio Gonçalves      | Rodrigo             |
| Muíbo Cury          | Jofre               |
| Hélio Rossi         | Dr. Ventura         |
| Lucélia Freire      | Tânia               |
| Maria Estela Barros | Célia               |
| Detinio de Paula    | Edmundo             |
| Tito Lima           | Tito                |